# Valki László
Valki László (Budapest, 1941. július 1. – 2022. november 29.) magyar nemzetközi jogász, egyetemi tanár, az állam- és jogtudományok doktora. Huszonöt éven keresztül az ELTE Állam- és Jogtudományi Karának nemzetközi jogi tanszékének vezetője. Kutatási területe az euroatlanti integráció; a háború, az erőszak és a nemzetközi jog kapcsolata, valamint a biztonságpolitika. Felesége Gönczöl Katalin.

## Kutatási területe
A nemzetközi jog és a nemzetközi kapcsolatok elméleti kérdései, az euroatlanti integráció jogi és politológiai kérdései; a háború, az erőszak és a nemzetközi jog kapcsolata, valamint a biztonságpolitika nemzetközi jogi összefüggései.

## Életpályája
1959-ben kezdte meg tanulmányait az Eötvös Loránd Tudományegyetem Állam- és Jogtudományi Karán, ahol 1964-ben szerzett jogi doktorátust. Diplomájának megszerzése után a kar nemzetközi jogi tanszékén lett tanársegéd, később adjunktusi, majd docensi kinevezést kapott. 1981-ben megbízták a nemzetközi jogi tanszék vezetésével. 1985-ben nevezték ki egyetemi tanárnak. A tanszéket 2006-ig vezette. 2011-ben professor emeritus címet kapott. Több nemzetközi jogi, továbbá kül- és biztonságpolitikai kérdésekkel foglalkozó kutatást szervezett: 1982 és 1999 között a Magyar Tudományos Akadémia Béke- és Konfliktuskutató Központját vezette, amelynek neve 1990-ben MTA Biztonságpolitikai Kutatócsoportra változott.
1975-ben védte meg az állam- és jogtudományok kandidátusi, 1985-ben pedig akadémiai doktori értekezését. Az MTA Politikatudományi Bizottságának lett tagja. 1980 és 1990 között a bizottság titkára, majd elnöke volt.  1992 és 2000 között tagja, majd elnöke volt az Országos Kiemelésű Társadalomtudományi Kutatási Alapítvány kuratóriumának. 1999 és 2006 között az MTA–ELTE NATO Információs és Kutatóközpont vezetője volt. 1983 és 1987 között a Nemzetközi Békekutató Társaság végrehajtó bizottságának tagjaként is tevékenykedett. 1980 és 1996 között a Pugwash magyar nemzeti bizottságának titkára, később elnöke volt. 1990 és 1992 között a Magyar Politikatudományi Társaság nemzetközi politikai szakosztályát vezette. 1992 és 2000 között a Magyar Külügyi Társaság alapító főtitkára volt. 1999 és 2002 között Széchenyi professzori ösztöndíjban részesült.  1990-ben tagja lett a Társadalmi Szemle, 1993-ban a European Security, 2000-ben a New Hungarian Quarterly, 2002-ben pedig a Külügyi Szemle szerkesztőbizottságának.
A magyar közéletben is aktívan részt vett: 1989-től 1990-ig a Németh Miklós vezette Minisztertanács Tanácsadó Testületének volt tagja. 1990-ben szakértőként részt vett a magyar-szovjet csapatkivonási tárgyalásokon. 1993 és 1997 között a magyar fél egyik képviselője a hágai Nemzetközi Bíróságon tárgyalt bős–nagymarosi vízlépcsővel kapcsolatos perben. 1996 és 1998 között a kormány mellett működő Integrációs Stratégiai Munkacsoport munkájában vett részt. 2007 és 2009 között a miniszterelnök kül- és biztonságpolitikai tanácsának elnöke volt.

## Díjai, elismerései
- A Magyar Rádió nívódíja (1991)
- Szent-Györgyi Albert-díj (1993)
- A Magyar Köztársasági Érdemrend tisztikeresztje (2006)

## Családja
Nős, felesége Gönczöl Katalin kriminológus, egyetemi tanár, aki 1995 és 2001 között az állampolgári jogok országgyűlési biztosa volt.

## Főbb publikációi
- A Közös Piac szervezeti és döntéshozatali rendszere; Közgazdasági és Jogi, Budapest, 1977
- A nemzetközi jog sajátos társadalmi természete; Akadémiai, Budapest, 1981 (Szociológiai tanulmányok)
- Hungarian studies on peace research. Published on the occasion of the 10th IPRA general conference; szerk. Valki László, Bognár Gyula; MTA, Budapest, 1983
- Coexistence, cooperation, and common security. Annals of Pugwash 1986; szerk. Joseph Rotblat, Valki László; Macmillan, Basingstoke–London, 1988
- A nemzetközi jog társadalmi természete; Közgazdasági és Jogi, Budapest, 1989
- Changing threat perceptions and military doctrines; szerk. Valki László; Macmillan, Basingstoke–London, 1992
- A NATO. Történet, szervezet, stratégia, bővítés; szerk. Valki László; ford. Gombás István; Corvina, Budapest, 1999 (Egyetemi könyvtár)
- Koszovó – egy válság anatómiája (társszerző, 2000)
- Kinek a békéje? Háború és béke a volt Jugoszláviában (társszerző, 2003)
- Andor László–Tálas Péter–Valki László: Irak – háborúra ítélve; Zrínyi, Budapest, 2004